# 奧利亞瓦河

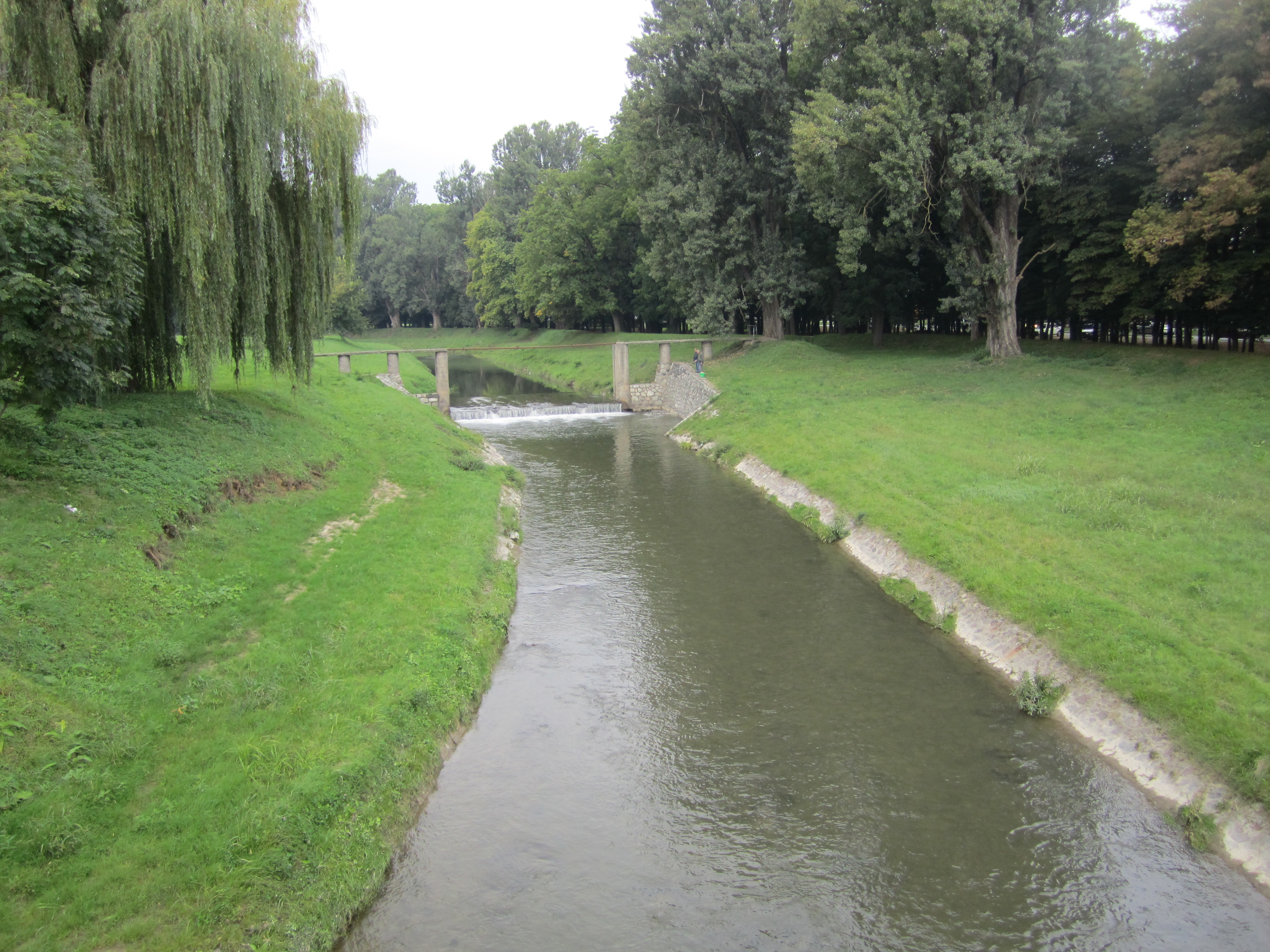

奧利亞瓦河是歐洲中部的河流，流經克羅地亞波熱加-斯拉沃尼亞縣，屬於薩瓦河的左支流，河道全長89公里，流域面積1,494平方公里，河道上有多處急流和瀑布。